# Komunistyczna Partia Węgier
Węgierska Komunistyczna Partia  (węg. Magyar Kommunista Párt lub Kommunisták Magyarországi Pártja) – założona 24 listopada 1918, należąca do Międzynarodówki Komunistycznej węgierska partia polityczna, której pierwszym liderem był Béla Kun. Po krótkim okresie sprawowania władzy w Węgierskiej Republiki Rad z socjaldemokratami w latach 1918–1919 obalona w wyniku interwencji rumuńskiej została zdelegalizowana i zeszła do podziemia.

## Rewolucja węgierska i utworzenie WRR

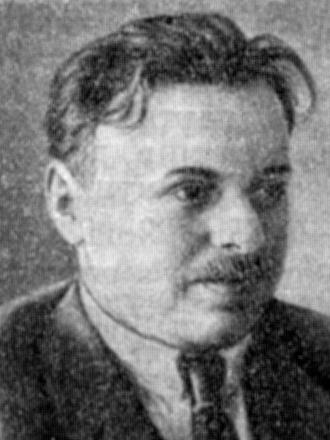
Założyciel partii Béla Kun

Partia wraz z socjaldemokratami współrządziła istniejącą od marca do sierpnia 1919 roku Węgierską Republikę Rad. Rząd komunistyczno-socjalistyczny przeprowadził nacjonalizację przemysłu, kolektywizację rolnictwa oraz prowadził represyjną politykę wobec rywali politycznych. Rząd republiki rad został obalony przez interwencyjne wojska Czechosłowacji i Rumunii po tym, gdy odrzucił ultimatum Ententy w sprawie utworzenia strefy demarkacyjnej. Po utracie władzy partia została poddana represjom i sprowadzona do podziemia w ramach polityki białego terroru.

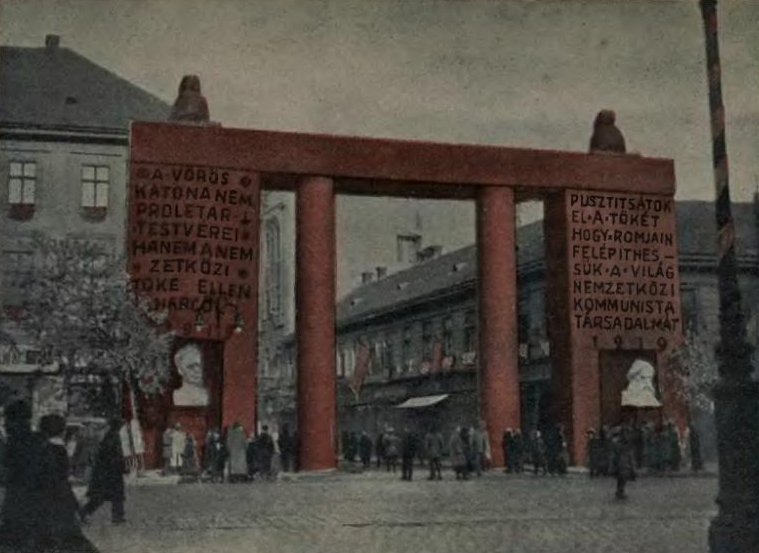
Obchody święta 1 Maja w Budapeszcie (1919)

## Działalność w okresie międzywojennym
Faktyczna baza ugrupowania po 1919 roku znajdowała się na emigracji w Wiedniu (do czasu faszyzacji Austrii). W środowisku emigracyjnym między komunistami toczył się spór co do przyszłości partii. Część skrajnie lewicowa skupiona wokół Béli Kuna kontestowała wszelkie próby podjęcia legalnej działalności politycznej. W 1922 roku z polecenia Landlera Ernó Geró i Gezy Revesza umiarkowani działacze partii przebywający na emigracji podjęli próbę reaktywacji ugrupowania w kraju, ale akcję tę udaremniła policja. W 1924 roku do kraju przybył członek Międzynarodówki Komunistycznej Mátyás Rákosi. Rákosi założył legalną odnogę partii, która przyjęła nazwę Socjalistycznej Partii Robotników Węgier. Przywódcą tej partii został Istvan Vagi, dotychczas będący liderem lewicowego skrzydła socjaldemokracji. W sierpniu 1925 roku dzięki staraniom Rákosiego w Wiedniu odbył się kongres WPK. W kongresie udział wzięło 22 delegatów (w tym 14 z terenu Węgier), którzy wybrali nowe kierownictwo partii. Członkowie kierownictwa podjęli się próby rozpoczęcia działalności na terenie kraju, co skończyło się porażką – wszyscy na krótko po przyjeździe zostali aresztowani przez policję. Sam Rákosi został w 1926 roku skazany na osiem lat więzienia.
W 1927 roku partię dotknęły kolejne aresztowania. Objęły one 72 członków partii. Rok później rząd przeprowadził likwidację Socjalistycznej Partii Robotników Węgier. Ruch komunistyczny na Węgrzech kontynuował swoją działalność pod fasadą związków zawodowych. W ich ramach zorganizował serię strajków z lat 1927–1928. Po 1933 roku partia wystąpiła z propozycją organizacji jednolitego frontu antyfaszystowskiego. Do frontu dołączyła posiadająca nieliczną reprezentację parlamentarną Niezależna Partia Drobnych Rolników, odmówiła z kolei partia socjaldemokratyczna, która uznała ZSRR za takie samo zamrożenie dla Węgier co III Rzesza. W trakcie trwania hiszpańskiej wojny domowej grupa aktywistów partii brała udział w jej walkach w szeregach Brygad Międzynarodowych.

## W okresie II wojny światowej
Ponownego znaczenia nabrała podczas II wojny światowej, pod przewodnictwem Mátyása Rákosiego. Wraz z ugrupowaniami opozycyjnymi względem panującego reżimu współtworzyła Antyfaszytowski Front Niepodległościowy. Rząd poddał komunistów represjom. Na wiosnę 1942 roku aresztowano i następnie stracono około 450 działaczy komunistycznych, do kolejnej fali aresztowań doszło w zimę 1942-43. Sytuacja doprowadziła do tego, że w czerwcu 1943 roku partia przeprowadziła samorozwiązanie, a w jej miejscu utworzono Partię Pokoju głoszącą mniej radykalne hasła. Po fali represji, które dotknęły partię, rolę sekretarza generalnego partii objął János Kádár. W okresie istnienia rządu kolaboracyjnego została zdziesiątkowana w obozach koncentracyjnych. We wrześniu 1944 roku powróciła do starej nazwy i rozpoczęła zintensyfikowaną akcję propagandową wymierzoną przeciwko kolaboracyjnemu rządowi. Od maja 1944 przyłączyła się do opozycyjnego Frontu Węgierskiego, co zwiększyło jej wpływy i umożliwiło jej prowadzenie działalności dywersyjnej. 10 października 1944 roku podpisała umowę o współpracy z kierownictwem socjaldemokracji.
Na emigracji w Moskwie trójka działaczy komunistycznych – Erno Gero, Imre Nagy i Mátyás Rákosi – prowadziła akcję szkoleniową pośród węgierskich jeńców wojennych w ZSRR i propagandową pośród jeszcze walczących oddziałów węgierskich. Dzięki ich działaniom w październiku na stronę radziecką wraz z grupą oficerów przeszedł generał Béla Miklós.
Po przejęciu władzy przez strzałokrzyżowców komuniści włączyli się do antynazistowskiego zbrojnego ruchu oporu. Komuniści zasilili podlegający Frontowi Węgierskiemu Węgierski Narodowy Powstańczy Komitet. Działacze partii zasilili brygady partyzanckie i grupy robotnicze na przedmieściach największych miast. Odrębne grupy partyzanckie powstały z byłych jeńców wojennych w ZSRR. Na czele operującego na Rusi Zakarpackiej oddziału im. Franciszka Rakoczego stanął Gyula Uszta, z kolei na Słowacji walczyła licząca 300 żołnierzy jednostka im. Petófiego pod dowództwem Józsefa Fabryego. Część byłych jeńców wzięła udział w słowackim powstaniu narodowym – 100-osobową grupą partyzantów przerzuconych na Słowację z terenu ZSRR dowodził Sandor Nógradi.

## Kształtowanie republiki ludowej

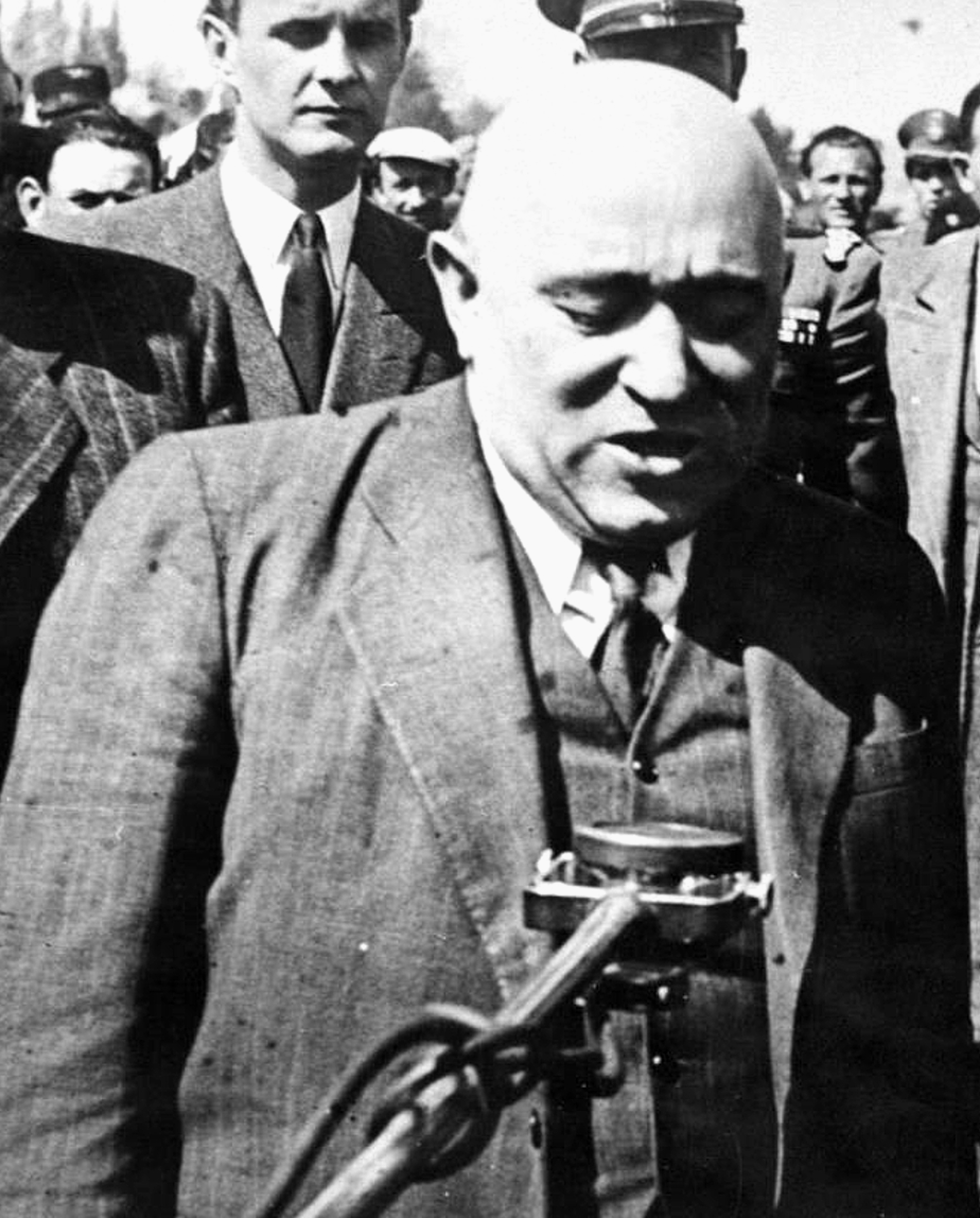
Mátyás Rákosi

Po wkroczeniu do kraju Armii Czerwonej, komuniści włączyli się do budowy nowej państwowości Węgier. 3 grudnia 1944 roku ukształtował się Węgierski Narodowy Front Niepodległościowy, do którego weszli komuniści, socjaldemokraci, Partia Drobnych Rolników, Narodowa Partia Chłopska i Demokratyczna Partia Mieszczańska. Program partii skupiał się na potrzebie włączenia się do wojny po stronie aliantów, wsparcia Armii Czerwonej w walkach z Niemcami, demokratyzacji kraju, reformie rolnej i nacjonalizacji kopalń oraz najważniejszych gałęzi przemysłu. 21 grudnia zebrało się pierwsze Tymczasowe Zgromadzenie Narodowe. Dzień później powstał Tymczasowy Rząd Narodowy, na czele którego stanął generał Béla Miklós. W skład rządu weszło 3 komunistów. 28 grudnia Tymczasowy Rząd Narodowy wypowiedział wojnę Niemcom, a 20 stycznia 1945 roku podpisał zawieszenie broni z przedstawicielami koalicji antyhitlerowskiej. W efekcie zawieszenia broni Węgry musiały wypłacić kontrybucję wojenną i zgodzić się na stacjonowanie w kraju Armii Czerwonej, co pozwoliło komunistom na przejęcie władzy. Nowy rząd spełnił część obietnic i do 1948 roku doprowadził do reformy rolnej, upaństwowienia kopalni, banków i przemysłu.
W lutym 1945 roku János Kádár został zastąpiony na stanowisku sekretarza generalnego partii przez przybyłego z ZSRR Mátyása Rákosiego.
W 1946 roku ogłoszono powstanie Republiki Węgierskiej, która podpisując pakty o przyjaźni i współpracy z blokiem wschodnim w praktyce stała się jego częścią. Jej prezydentem został wybrany Zoltán Tildy, koalicyjny rząd z udziałem wszystkich partii parlamentarnych utworzył Ferenc Nagy, polityk Partii Drobnych Posiadaczy. Wicepremierem w nowym rządzie został lider komunistów Mátyás Rákosi. Komuniści wraz z ugrupowaniami o profilu chłopskim, socjaldemokratycznym i ze związkami zawodowymi utworzyli własną koalicję wyborczą  Blok Lewicy, w ramach którego doprowadzili do większego udziału we władzy. W stopniowym przejmowaniu pełni władzy komunistom ułatwił fakt, że László Rajk pozostawał w rządzie koalicyjnym ministrem spraw wewnętrznych trzymając w swoich rękach cały aparat represji. Pod pretekstem udziału w antyrządowych spiskach usunięto z rządu najbardziej antykomunistycznych działaczy. W sfałszowanych wyborach z 1947 roku blok sformowany przez komunistów zdobył 60,1% głosów.
W dniu 12 czerwca 1948 roku, w wyniku połączenia z Węgierską Partią Socjaldemokratyczną (po czystkach w jej szeregach), partia komunistyczna przekształciła się w Węgierską Partię Pracujących, a rok później utworzona została Węgierska Republika Ludowa. W 1956 roku Węgierska Partia Pracujących przybrała nazwę Węgierskiej  Socjalistycznej Partii Robotniczej i pod tą nazwą sprawowała władzę na Węgrzech do 1989 roku. Po transformacji ustrojowej partia przekształciła się w Węgierską Partię Socjalistyczną.

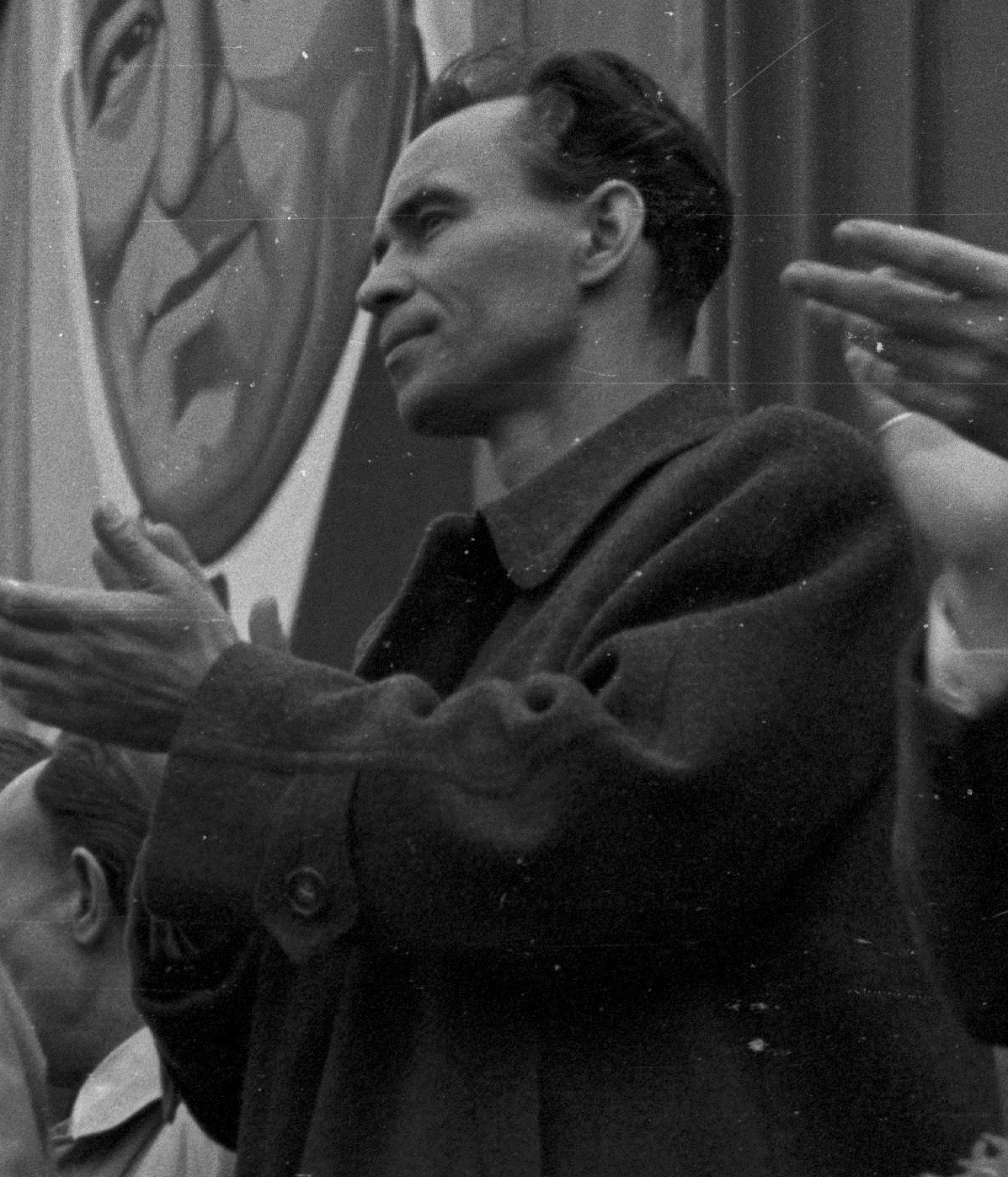
László Rajk (1947)